# Jan Ernest IV
Jan Ernest IV (ur. 22 sierpnia 1658 w Gocie, zm. 17 lutego 1729 w Saalfeld) – współwładca w Saksonii-Gocie-Altenburgu w latach 1675-1680, książę Saksonii-Saalfeld od 1680, i Saksonii-Coburga od 1699 (określany odtąd jako książę Saksonii-Coburga-Saalfeld).

## Życiorys
Był dziesiątym (a zarazem siódmym, który przeżył dzieciństwo) synem Ernesta I Pobożnego i Elżbiety Zofii z Saksonii-Altenburg. W 1675 roku po śmierci ojca Jan. Ernest rządził księstwem Saksonii-Gothy-Altenburga początkowo wspólnie ze swoimi sześcioma starszymi braćmi, zgodnie z wolą ojca, lecz w 1680 roku bracia podzielili się ojcowską ziemią, więc Jan Ernest jako najmłodszy z nich był w posiadaniu najmniejszej części ziemi – Saksonii-Saalfeld, oraz zarządzał miastami Gräfenthalem, Probstzellą i Pößneck, nie był z tego zadowolony, ponieważ miał kłopoty finansowe, lecz nie tylko on, ale również jeden z jego braci Ernest z Saksonii-Hildburghausen, a najstarszy Fryderyk posiadał największą część ziemi po ojcu, co doprowadziło do sporu. Wiele lat później kłopoty finansowe Jana Ernesta się skończyły, gdyż w wyniku bezpotomnej śmierci Alberta V, księcia Saksonii-Coburga, w 1699 roku, Henryka, księcia Saksonii-Römhild, w 1710 roku i Chrystiana, księcia Saksonii-Eisenbergu, w 1707 roku – Jan Ernest przejął po nich schedę.

## Małżeństwa i potomstwo
W Mersenburgu w dniu 18 lutego 1680 roku ożenił się z Zofią Jadwigą z Saksonii-Merseburga. Mieli pięcioro dzieci:
1. Krystyna Zofia (ur. 14 czerwca 1681 w Saalfeld – zm. 3 czerwca 1697 w Saalfeld).
2. bezimienna córka (urodzona i zmarła 6 maja 1682 roku w Saalfeld).
3. Chrystian Ernest, książę Saksonii-Coburga-Saalfeld (ur. 18 sierpnia 1683 w Saalfeld – zm. 4 września 1745 w Saalfeld).
4. Szarlotta Wilhelmina (ur. 4 maja 1685 w Saalfeld – zm. 5 kwietnia 1767 w Hanau), żona Filipa Ryszarda Hanau-Lichtenberg.
5. martwo urodzony syn (Saalfeld, 2 August 1686).

W Maastricht dnia 2 grudnia 1690 roku Jan Ernest ożenił się po raz drugi z Charlottą Joanną Waldeck-Pyrmont (ur. 13 grudnia 1664 w Arolsen – zm. 1 lutego 1699 w Hildburghausen,). Mieli ośmioro dzieci:
1. Wilhelm Fryderyk (ur. 16 sierpnia 1691 w Arolsen – zm. 28 lipca 1720 w Saalfeld).
2. Karol Ernest (ur. 12 września 1692 w Saalfeld – zm. 30 grudnia 1720 w Kremonie).
3. Zofia Wilhelmina (ur. 9 sierpnia 1693 w Saalfeld – zm. 4 grudnia 1727 w Rudolstadt,), żona Fryderyka Antoniego Schwarzburg-Rudolstadt.
4. Henrietta Alberta (ur. 8 lipca 1694 w Saalfeld – zm. 1 kwietnia 1695 w Saalfeld).
5. Luiza Emilia (ur. 24 sierpnia 1695 w Saalfeld – zm. 21 sierpnia 1713 w Coburgu).
6. Charlotta (ur. 30 października 1696 w Saalfeld – zm. 2 listopada 1696 w Saalfeld).
7. Franciszek Jozjasz, książę Saksonii-Coburga-Saalfeld (ur. 25 września 1697 w Saalfeld – zm. 16 września 1764 w Rodach).
8. Henrietta Alberta (ur. 20 listopada 1698 w Saalfeld – zm. 5 lutego 1728 w Coburgu).